# Cantone di Épinac
Il Cantone di Épinac era una divisione amministrativa dell'arrondissement di Autun.
È stato soppresso a seguito della riforma complessiva dei cantoni del 2014, che è entrata in vigore con le elezioni dipartimentali del 2015.
Comprendeva i comuni di:
- Change
- Collonge-la-Madeleine
- Créot
- Épertully
- Épinac
- Morlet
- Saint-Gervais-sur-Couches
- Saint-Léger-du-Bois
- Saisy
- Sully
- Tintry